# Maciej Małkowski
Maciej Małkowski (ur. 19 marca 1985 w Jastrzębiu-Zdroju) – polski piłkarz grający na pozycji pomocnika. Obecnie występuje w Sandecji Nowy Sącz
Zadebiutował w Ekstraklasie w barwach Odry Wodzisław, gdzie rozegrał 30 meczów i strzelił 3 bramki. W tym czasie zadebiutował również w reprezentacji Polski. 
W 2009 roku przeszedł do drużyny GKS Bełchatów. Jest również reprezentantem kraju. 27 czerwca 2011 roku podpisał dwuletni kontrakt z możliwością przedłużenia o kolejny rok z drużyną Zagłębia Lubin. Po wygaśnięciu kontraktu zawodnik przeszedł do Górnika Zabrze. W listopadzie 2014 roku Krajowa Izba ds. Rozwiązywania Sporów Sportowych podjęła decyzję o rozwiązaniu kontraktu Macieja Małkowskiego z Górnikiem Zabrze z winy klubu. Następnie ponownie grał w GKS Bełchatów, skąd trafił do Sandecji Nowy Sącz. 
Debiut w Ekstraklasie: 9 sierpnia 2008, ŁKS Łódź – Odra Wodzisław Śląski (0:0)
Pierwszy gol w Ekstraklasie: 20 września 2008, Odra Wodzisław Śląski – Polonia Bytom (4:1)
Debiut w reprezentacji Polski: 14 grudnia 2008, Polska – Serbia (1:0)

## Występy w reprezentacji Polski
| l.p. | Data            | Miejsce | Przeciwnik | Rezultat | Rozgrywki  | Grał   | Uwagi        |
| ---- | --------------- | ------- | ---------- | -------- | ---------- | ------ | ------------ |
| 1.   | 14 grudnia 2008 | Kundu   | Serbia     | 1-0      | towarzyski | do 82' | Żółta kartka |
| 2.   | 7 lutego 2009   | Faro    | Litwa      | 1-1      | towarzyski | od 46' |              |